# Эллеф-Рингнес
Э́ллеф-Ри́нгнес (англ. Ellef Ringnes Island, фр. Île Ellef Ringnes) — остров Канадского Арктического архипелага, относящийся к группе островов Свердрупа. Остров не имеет постоянного населения. На северо-западе — метеостанция и аэропорт Исаксен (с 1948 года). С 1994 по 2001 год на острове находился Северный магнитный полюс. Административно относится к региону Кикиктани территории Нунавут.

## География
Площадь острова составляет 11 295 км², он занимает 69-е место по площади в мире и 16-е в Канаде. Длина береговой линии 1027 км.

## История
Остров был открыт в мае 1901 года двумя участниками экспедиции Свердрупа — Гуннаром Исаксеном и Сверре Хасселем. Название «Эллеф-Рингнес» было дано Отто Свердрупом, в честь младшего из двух братьев-пивоваров из Осло, спонсировавших его экспедицию. В мае 1917 Вильялмур Стефансон ошибочно определил пролив между Оленьей бухтой и фьордом Луизы, отделив от Эллеф-Рингнес северную часть, которая называлась остров Исаксен. В 1947 году остров вновь «объединили», благодаря аэрофотосъёмке.
С 1902 считался территорией Норвегии, которая отказалась от него в пользу Канады в 1929 году.